# Sboghițești, Argeș
Sboghițești este un sat în comuna Nucșoara din județul Argeș, Muntenia, România.